# Бляхін Павло Андрійович
Павло Андрійович Бляхін (нар. 6 січня 1887, село Верходим Петровського повіту Саратовської губернії, тепер Шемишейського району Пензенської області, Російська Федерація — 19 червня 1961, місто Москва) — російський радянський діяч та письменник (автор повісті «Червоні дияволята»), голова Костромського і Катеринославського губвиконкомів, відповідальний секретар Костромського губкому РКП(б).

## Біографія
Народився в бідній родині робітника-чорнороба. У чотирирічному віці залишився без матері. Ріс у родичів, наймитував у свого дядька. Закінчив церковноприходську школу в селі Селітрене Єнотаєвський повіту Астраханської губернії. У 1903 році виїхав до Астрахані, влаштувався учнем складача в друкарні.
Член РСДРП(б) з 1903 року.
Друкував і поширював листівки, прокламації, діставав для друкарні шрифт. У червні 1904 — липні 1905 року жив у місті Баку, працюючи палітурником у палітурній майстерні. Був організатором соціал-демократичних гуртків на нафтових промислах, брав участь у загальному страйку нафтовиків, за що був заарештований і ув'язнений в Карській фортеці.
У жовтні 1905 року амністований. Поїхав до Москви, де встановив зв'язок з Московським комітетом РСДРП. Був агітатором, бойовиком-дружинником, брав участь в Грудневому збройному повстанні 1905 року. У 1906 році став партійним організатором Міського району Москви. За дорученням Московського комітету вів роботу в профспілках, став членом першої ради профспілок Москви і її виконавчої комісії.
Восени 1907 року увійшов до складу Московського комітету РСДРП. Незабаром знову був заарештований і засланий на три роки. З листопада 1911 року перебував у політичному засланні в місті Вельську Вологодської губернії. У листопаді 1913 року втік і перейшов на нелегальне становище. З листопада 1913 по лютий 1917 року вів підпільну роботу в комітетах РСДРП(б) у Москві, Баку, Костромі, Тифлісі.
Після Лютневої революції 1917 року увійшов до складу президії Бакинської Ради робітничих депутатів. З травня 1917 року працював у Костромі, де був обраний головою губернської Костромської ради. З квітня 1918 по травень 1920 року був головою Костромського міськвиконкому і губвиконкому.
З травня 1920 року — заступник голови Одеського губернського революційного комітету та завідувач Одеського губернського відділу управління.
У серпні — грудні 1920 року — голова виконавчого комітету Катеринославської губернської ради. Брав участь у розгромі військ Нестора Махна.
З березня по жовтень 1921 року — відповідальний секретар Костромського губернського комітету РКП(б).
З кінця 1921 по січень 1925 року знову працював у місті Баку. Був головою Головполітпросвіти при Народному комісаріаті освіти Азербайджанської РСР, а після реорганізації очолював відділ народної освіти. Був завідувачем агітаційно-пропагандистського відділу ЦК КП(б) Азербайджану, членом Центрального комітету КП(б) Азербайджану, брав участь в роботі Центральної контрольної комісії ЦК АКП(б).
З січня 1925 року — член колегії Головного управління у справах літератури і видавництв при Народному комісаріаті освіти Російської РРФСР.
У березні 1926 — червні 1927 року — заступник завідувача відділу друку ЦК ВКП(б).
У липні 1927 — грудні 1928 року — член правління «Совкино» (Радянського кіно).
У грудні 1928 — жовтні 1934 року — заступник голови Головного комітету з контролю за видовищами і репертуаром Народного комісаріату освіти — Головного управління у справах художньої літератури і мистецтва Народного комісаріату освіти РРФСР — заступник начальника Головного управління по контролю за видовищами і репертуаром Головного управління у справах художньої літератури і мистецтва Народного комісаріату освіти РРФСР.
З 1934 року був членом Спілки радянських письменників СРСР.
У жовтні 1934 — листопаді 1939 року — голова ЦК Спілки кінофотопрацівників СРСР.
У листопаді 1939 — липні 1941 року — головний редактор сценарного відділу кіностудії «Мультфільм».
У липні 1941 року став червоноармійцем 22-го полку 8-ї Краснопресненської дивізії народного ополчення на Західному фронті. З жовтня 1941 по квітень 1943 року служив спеціальним кореспондентом армійської газети 49-ї армії, з квітня 1943 по січень 1945 року — спеціальним кореспондентом армійської газети 61-ї армії Західного, 2-го і 3-го Білоруського фронтів. За роки війни опублікував 60 фронтових нарисів та оповідань.
З січня 1945 року — на творчій (письменницькій) роботі.
Павло Бляхіна розпочав свою літературну діяльність ще в 1919 році. У 1920-х роках написав декілька п'єс. У 1923—1926 роках опублікував пригодницьку повість «Червоні дияволята» («Полювання за блакитною лисицею»), за першою частиною якої був поставлений однойменний фільм (1923), який користувався великою популярністю. Уже після його смерті за мотивами «Червоних дияволят» був поставлений популярний радянський героїко-пригодницький фільм «Невловимі месники» (1966).
Похований на Новодівочому цвинтарі в Москві.

## Нагороди
- орден Леніна (7.10.1955)
- орден Вітчизняної війни I-го ст. (20.02.1944)
- орден Червоної Зірки (16.05.1943)
- медаль «За бойові заслуги» (28.03.1942)
- медаль «За оборону Москви»